# Gabinete Chautemps III
O Gabinete Chautemps III foi o ministério formado por Camille Chautemps em 23 de junho de 1937 e dissolvido em 14 de janeiro de 1938. Foi o 102º gabinete da Terceira República Francesa, sendo antecedido pelo Gabinete Blum I e sucedido pelo Gabinete Chautemps IV.

## Contexto
A partir de 1938, buscando dar continuidade à experiência da "Frente Popular", o novo Presidente do Conselho de Ministros, Camille Chautemps, prosseguiu com a nacionalização das ferrovias. Na política externa, ocorria a Anschluss, com a anexação da Áustria pela Alemanha Nazista.
Esse fato fez com que o governo optasse pela renúncia de seu gabinete, mesmo sem que o Parlamento Francês questionasse sua responsabilidade, fato que ilustra claramente a impossibilidade das instituições francesas da época de enfrentarem uma crise internacional. Contudo, Chautemps acabou por ser reconduzido ao poder pelo Presidente da República, Albert Lebrun.

## Composição

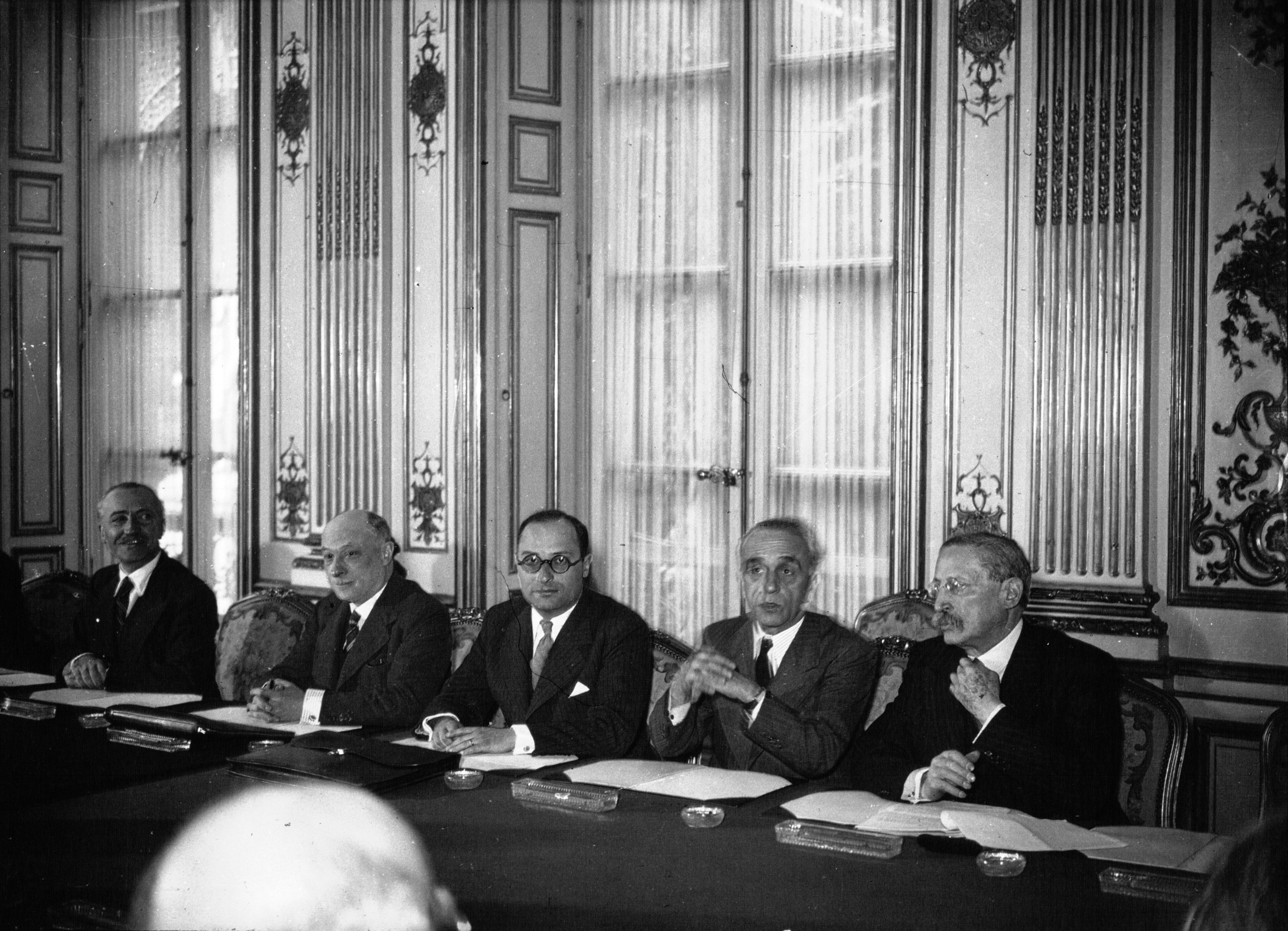
O 2º Gabinete Chautemps em fotografia de 1937.

- Presidente da República: Albert Lebrun
- Presidente do Conselho de Ministros: Camille Chautemps
- Vice-presidente do Conselho de Ministros: Léon Blum
- Ministro dos Estrangeiros: Yvon Delbos
- Ministro da Justiça: Vincent Auriol
- Ministro do Interior: Marx Dormoy
- Ministro da Defesa Nacional e da Guerra: Édouard Daladier
- Ministro das Finanças: Georges Bonnet
- Ministro da Educação Nacional: Jean Zay
- Ministro das Obras Públicas: Henri Queuille
- Ministro da Agricultura: Georges Monnet
- Ministro do Comércio: Fernand Chapsal
- Ministro dos Correios, Telégrafos e Telefones: Jean-Baptiste Lebas
- Ministro do Trabalho: André Février
- Ministro das Pensões: Albert Rivière
- Ministro da Saúde Pública: Marc Rucart
- Ministro da Marinha: César Campinchi
- Ministro do Ar: Pierre Cot
- Ministro das Colônias: Marius Moutet
- Ministro de Estado: Albert Sarraut
- Ministro de Estado: Maurice Viollette
- Ministro de Estado: Paul Faure

## Realizações
- Criação da Société Nationale des Chemins de Fer Français (SNCF).